# Seznam poslanců Evropského parlamentu z Maďarska (2019–2024)
Toto je seznam poslanců Evropského parlamentu z Maďarska zvolených na funkční období 2019–2024.

## Výsledky voleb
| 13          | 4  | 2        | 1              | 1      |  |
| Fidesz-KDNP | DK | Momentum | MSZP–Párbeszéd | JOBBIK |  |

## Seznam europoslanců
Do Evropského parlamentu (EP) se v evropských volbách v roce 2019 dostalo 24 politiků maďarské národnosti: 21 z Maďarska, 2 z Rumunska a 1 z Nizozemska. 15 poslanců bylo členy frakce Evropské lidové strany (po roce 2021 pouze jeden), 6 členy Pokrokového spojenectví socialistů a demokratů, 2 členy frakce Obnovme Evropu, 1 poslanec byl nezávislý.
| Jméno | Jméno                | Kandidátní listina | Stranická příslušnost | Frakce v EP | V EP od r. | Poznámka                                                                  |
| ----- | -------------------- | ------------------ | --------------------- | ----------- | ---------- | ------------------------------------------------------------------------- |
|       | Atilla Ara-Kovács    | DK                 | DK                    | S&D         | 2019       |                                                                           |
|       | Andrea Bocskorová    | Fidesz             | Fidesz                | NA          | 2019       | Vystoupení z frakce EPP dne 3. března 2021                                |
|       | Katalin Cseh         | Momentum           | Momentum              | RE          | 2019       |                                                                           |
|       | Andor Deli           | Fidesz             | Fidesz                | NA          | 2019       | Vystoupení z frakce EPP dne 3. března 2021                                |
|       | Tamás Deutsch        | Fidesz             | Fidesz                | NA          | 2019       | Vystoupení z frakce EPP dne 3. března 2021                                |
|       | Klára Dobrevová      | DK                 | DK                    | S&D         | 2019       |                                                                           |
|       | Anna Donáth          | Momentum           | Momentum              | RE          | 2019       |                                                                           |
|       | Kinga Gálová         | Fidesz             | Fidesz                | NA          | 2019       | Vystoupení z frakce EPP dne 3. března 2021                                |
|       | Márton Gyöngyösi     | JOBBIK             | JOBBIK                | NA          | 2019       |                                                                           |
|       | Enikő Győri          | Fidesz             | Fidesz                | NA          | 2019       | Vystoupení z frakce EPP dne 3. března 2021                                |
|       | András Gyürk         | Fidesz             | Fidesz                | NA          | 2019       | Vystoupení z frakce EPP dne 3. března 2021                                |
|       | Balázs Hidvéghi      | Fidesz             | Fidesz                | NA          | 2019       | Vystoupení z frakce EPP dne 3. března 2021                                |
|       | György Hölvényi      | KDNP               | KDNP                  | EPP         | 2019       |                                                                           |
|       | Lívia Járóka         | Fidesz             | Fidesz                | NA          | 2019       | Vystoupení z frakce EPP dne 3. března 2021                                |
|       | Ádám Kósa            | Fidesz             | Fidesz                | NA          | 2019       | Vystoupení z frakce EPP dne 3. března 2021                                |
|       | Csaba Molnár         | DK                 | DK                    | S&D         | 2019       |                                                                           |
|       | Sándor Rónai         | DK                 | DK                    | S&D         | 2019       |                                                                           |
|       | József Szájer        | Fidesz             | Fidesz (do 2020)      | EPP         | 2019       | Poslancem do 1. ledna 2021                                                |
|       | Ernő Schaller-Baross | Fidesz             | Fidesz                | NA          | 2021       | Náhradnice za Józsefa Szájera; vystoupení z frakce EPP dne 3. března 2021 |
|       | Edina Tóth           | Fidesz             | Fidesz                | NA          | 2019       | Vystoupení z frakce EPP dne 3. března 2021                                |
|       | László Trócsányi     | Fidesz             | Fidesz                | NA          | 2019       | Vystoupení z frakce EPP dne 3. března 2021                                |
|       | István Ujhelyi       | MSZP               | MSZP (do 2022)        | S&D         | 2019       | Náhradník za Bertalana Tótha, který nepřijal svůj mandát                  |

## Maďarští europoslanci z jiných států
| Stát       | Poslanec      | Stranická příslušnost | Kandidátní listina | Frakce v EP | V EP od r. |
| ---------- | ------------- | --------------------- | ------------------ | ----------- | ---------- |
| Nizozemsko | Kati Piriová  | Strana práce          | Strana práce       | S&D         | 2014       |
| Rumunsko   | Loránt Vincze | RMDSZ                 | RMDSZ              | EPP         | 2019       |
| Rumunsko   | Gyula Winkler | RMDSZ                 | RMDSZ              | EPP         | 2007       |

## Změny frakcí
V březnu 2021 se strana Fidesz–KDNP rozhodla opustit frakci Evropské lidové strany poté, co orgány skupiny přijaly přísnější pravidla umožňující vyloučení europoslanců, kteří nedodržují evropské hodnoty a zásady právního státu. Europoslanci zvolení pod touto frakcí proto až do evropských voleb v roce 2024 patřili k nezávislým poslancům.